# Sinophon

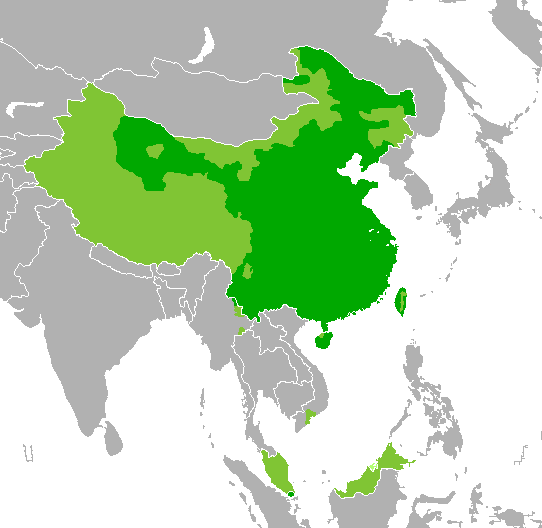
Karte der chinesischsprachigen Welt. Länder und Regionen mit einer mehrheitlich chinesischsprachigen Bevölkerung (Dunkelgrün). Länder und Regionen, in denen Chinesisch nicht die Muttersprache ist, aber eine offizielle oder Bildungssprache ist (Grün). Länder mit signifikanten chinesischsprachigen Minderheiten (hellgrün).

Sinophon bedeutet „Chinesisch sprechend“ und bezieht sich typischerweise auf eine Person, die mindestens eine Variante des Chinesischen spricht (das heißt, eine der sinitischen Sprachen). Wissenschaftliche Autoren verwenden den Begriff Sinophon häufig in zwei Definitionen: entweder spezifisch für „chinesisch sprechende Bevölkerungen, in denen es eine Minderheitensprache ist, unter Ausschluss des chinesischen Festlands, Hongkongs, Macaus und Taiwans“ oder allgemein für „chinesisch sprechende Gebiete, einschließlich solcher, in denen es eine Amtssprache ist“. Der Begriff ist nicht mit der Bezeichnung Sinosphäre zu verwechseln, die ein umfangreiches geopolitisches Gebiet beschreibt, das unter anderem China, Japan, Korea und Vietnam umfasst. Sie wird genutzt, um die kulturellen und historischen Verbindungen zwischen diesen Ländern zu beschreiben, insbesondere im Zusammenhang mit der gemeinsamen Nutzung der klassischen chinesischen Schriftsprache.